# Hypocophus longicalcar
Hypocophus longicalcar är en insektsart som först beskrevs av Heinrich Hugo Karny 1932.  Hypocophus longicalcar ingår i släktet Hypocophus och familjen Anostostomatidae. Inga underarter finns listade i Catalogue of Life.